# Myotis nigricans
Myotis nigricans là một loài động vật có vú trong họ Dơi muỗi, bộ Dơi. Loài này được Schinz mô tả năm 1821.

## Hình ảnh

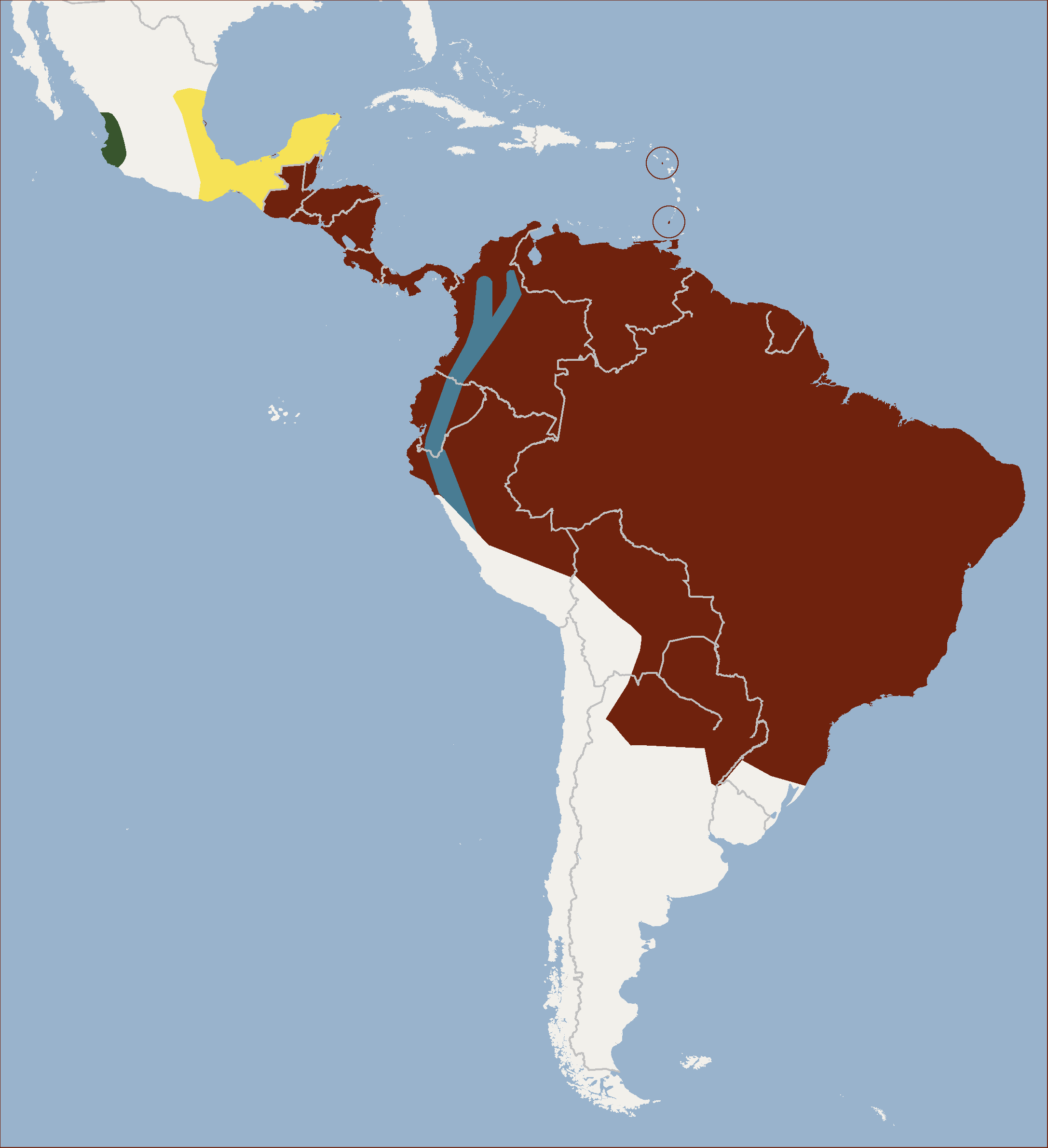